# Врила
Врила су насељено мјесто у Босни и Херцеговини, у општини Купрес, које административно припада Федерацији Босне и Херцеговине. Према попису становништва из 1991. у насељу је живјело 55 становника.

## Становништво
Према попису 1991. укупно: 55
| Националност | 1991.     |
| Хрвати       | 55 (100%) |
| Укупно       |           |